# Apiocera vulpes
Apiocera vulpes är en tvåvingeart som beskrevs av Hermann 1909. Apiocera vulpes ingår i släktet Apiocera och familjen Apioceridae. Inga underarter finns listade i Catalogue of Life.